# Martine Djibo
Pour les articles homonymes, voir Djibo.
Martine Djibo, morte à Abidjan le 30 octobre 2022, est une femme politique ivoirienne, députée de Bouaké. 
Anciennement membre du PDCI, elle se rallie au CNRD, proche de Laurent Gbagbo.